# Jean-Claude Leclercq
Jean-Claude Leclercq (Abbeville, 22 juli 1962) is een voormalig Frans wielrenner. Hij won verschillende etappes in Zwitserland (Ronde van Zwitserland en Romandië). Tussen 2001 en 2005 werkte hij als technisch directeur bij de Zwitserse wielerfederatie.

## Belangrijkste overwinningen
1985
- 2e etappe Étoile des Espoirs
- Frans kampioen op de weg, Elite

1986
- 5e etappe Ronde van Zwitserland

1987
- Waalse Pijl

1988
- 6e etappe Ronde van Zwitserland

1990
- 3e etappe Tirreno-Adriatico
- 6e etappe Tirreno-Adriatico

1991
- proloog Ronde van Zwitserland
- 1e etappe Critérium International
- 1e etappe Ronde van Romandië

1992
- 4e etappe Dauphiné-Libéré

## Resultaten in voornaamste wedstrijden
| Jaar | Ronde van Italië | Ronde van Frankrijk | Ronde van Spanje |
| ---- | ---------------- | ------------------- | ---------------- |
| 1986 |                  | 56e                 |                  |
| 1987 |                  | 50e                 |                  |
| 1988 |                  | 58e                 |                  |
| 1989 |                  | 68e                 |                  |
| 1990 |                  | 139e                |                  |
| 1991 |                  |                     |                  |
| 1992 |                  | opgave              |                  |
| 1993 | opgave           |                     |                  |

| Jaar | Milaan-San Remo | Ronde van Vlaanderen | Amstel Gold Race | Luik-Bast.‑Luik | Ronde van Lombardije | Waalse Pijl | Rund um den Henninger-Turm | Clásica San Sebastián |  | Wereldranglijsten |
| ---- | --------------- | -------------------- | ---------------- | --------------- | -------------------- | ----------- | -------------------------- | --------------------- |  | ----------------- |
| 1986 |                 |                      |                  |                 |                      | ↑           | 28e                        |                       |  |                   |
| 1987 |                 |                      | 11e              | 10e             |                      | ↑           | 18e                        |                       |  | 19e (SPP)         |
| 1988 | 39e             |                      |                  |                 |                      | 31e         |                            | 26e                   |  |                   |
| 1989 |                 |                      |                  |                 |                      |             |                            | 6e                    |  | 48e (UWB)         |
| 1990 |                 | 90e                  | 6e               | ↑               |                      | ↑           |                            |                       |  |                   |
| 1991 | 121e            |                      | 30e              | 43e             | 19e                  |             | 4e                         |                       |  |                   |
| 1992 | 16e             |                      |                  | 35e             | 43e                  |             | 13e                        |                       |  |                   |
| 1993 |                 |                      |                  |                 |                      |             |                            |                       |  |                   |